# How I Met Your Mother/Staffel 9
Die neunte Staffel der US-amerikanischen Sitcom How I Met Your Mother hatte ihre Erstausstrahlung vom 23. September 2013 bis zum 31. März 2014 auf dem Sender CBS. Die deutschsprachige Erstausstrahlung sendete der Free-TV-Sender ProSieben vom 26. März bis zum 27. August 2014.

## Darsteller
| Rollenname                    | Schauspieler        |
| ----------------------------- | ------------------- |
| Theodore „Ted“ Evelyn Mosby   | Josh Radnor         |
| Marshall Eriksen              | Jason Segel         |
| Robin Charles Scherbatsky Jr. | Cobie Smulders      |
| Barney Stinson                | Neil Patrick Harris |
| Tracy McConnell (Mutter)      | Cristin Milioti     |
| Lily Aldrin                   | Alyson Hannigan     |

## Episoden
| Nr. (ges.) | Nr. (St.) | Deutscher Titel                  | Originaltitel                             | Erstausstrahlung USA | Deutschsprachige Erstausstrahlung (D) | Regie         | Drehbuch                      | Zuschauer (DE) |
| --- | --------- | -------------------------------- | ----------------------------------------- | -------------------- | ------------------------------------- | ------------- | ----------------------------- | -------------- |
| 185 | 1         | Inzest                           | The Locket                                | 23. Sep. 2013        | 26. März 2014                         | Pamela Fryman | Carter Bays & Craig Thomas    | 2,14 Mio.      |
| Auf ihrem Weg nach Long Island, zu ihrer Hochzeit, finden Robin und Barney heraus, dass sie möglicherweise den gleichen Cousin haben, und damit blutsverwandt sein könnten. Marshall versucht in der Zeit von Minnesota zur Hochzeit zu kommen und macht sich Sorgen, dass Lily ein von seiner Mutter online veröffentlichtes Bild von ihm und Marvin sieht, welches verrät, dass Marshall Richter werden wird. Lily lernt im Zug auf dem Weg zur Hochzeit Teds zukünftige Frau kennen. Außerdem versucht sie, Ted davon zu überzeugen, Robin loszulassen. |           |                                  |                                           |                      |                                       |               |                               |                |
| 186 | 2         | Ein netter Kerl                  | Coming Back                               | 23. Sep. 2013        | 26. März 2014                         | Pamela Fryman | Carter Bays & Craig Thomas    | 2,28 Mio.      |
| Als James erzählt, dass er sich scheiden lässt, ist Robin besorgt, wie Barney das aufnehmen wird. Denn James’ Beziehung ist der einzige Grund, dass Barney an die Ehe glaubt. Marshall streitet sich mit einer Dame um das letzte Mietauto, das ihm ermöglicht rechtzeitig zur Hochzeit zu kommen. Ted versucht damit klarzukommen, allein in einem romantischen Hotel zu sein. |           |                                  |                                           |                      |                                       |               |                               |                |
| 187 | 3         | Das letzte Mal in New York       | Last Time in New York                     | 30. Sep. 2013        | 2. Apr. 2014                          | Pamela Fryman | Craig Gerard & Matthew Zinman | 1,48 Mio.      |
| Lily entdeckt Teds Liste mit Dingen, die er noch in New York machen will, bevor er nach Chicago zieht. Lily versteht, dass er wirklich einen Neuanfang braucht, wenn er schon bereit ist, von einer Stadt, die ihm viel bedeutet, wegzuziehen. Robin und Barney merken, dass sie nicht mehr viel Zeit haben, bis ihre Verwandten kommen. Lily bemerkt, dass Ted Barney meidet. Als Ted mit Barney 30 Jahre alten Whiskey trinken will, konfrontiert Barney Ted damit, dass er ihn händchenhaltend mit Robin im Central Park gesehen hat. |           |                                  |                                           |                      |                                       |               |                               |                |
| 188 | 4         | Der gebrochene Bro-Code          | The Broken Code                           | 7. Okt. 2013         | 9. Apr. 2014                          | Pamela Fryman | Matthew Kuhn                  | 1,70 Mio.      |
| Ted gesteht Barney, dass er immer noch Gefühle für Robin hat, und die beiden geraten in Streit darüber, ob Ted dadurch den Bro-Code gebrochen hat. Marshall soll den Richter geben, muss dazu aber per Videokonferenz zugeschaltet werden, da er immer noch im Auto auf dem Weg zurück nach New York ist. Währenddessen beklagt sich Robin bei Lily darüber, dass ihr Junggesellinnenabschied so schlecht gewesen sei. Lily erwidert, dass es daran läge, dass Robin keine Freundinnen habe, und entschließt sich, dabei zu helfen, welche zu finden, weil sie selbst für ein Jahr nach Italien gehe. Als Robin nach einigen desaströsen Versuchen jedoch tatsächlich eine mögliche Freundin kennenlernt, wird Lily sofort eifersüchtig und sabotiert die neue Freundschaft. |           |                                  |                                           |                      |                                       |               |                               |                |
| 189 | 5         | Das Pokerspiel                   | The Poker Game                            | 14. Okt. 2013        | 16. Apr. 2014                         | Pamela Fryman | Dan Gregor & Doug Mand        | 1,32 Mio.      |
| Während Barney zwischen die Fronten gerät und zwischen Robin und seiner Familie vermitteln muss, sind sich Ted und Marshall uneins darüber, ob Ted Lily und Marshall ein Hochzeitsgeschenk gegeben hat und ob dieses mit einem Dankesschreiben beantwortet wurde. |           |                                  |                                           |                      |                                       |               |                               |                |
| 190 | 6         | Die Wahl war beschissen          | Knight Vision                             | 21. Okt. 2013        | 23. Apr. 2014                         | Pamela Fryman | Chris Harris                  | 1,41 Mio.      |
| Ted versucht ein Date für das Hochzeitswochenende zu finden. Barney und Robin müssen sich derweil für ihre Lügen bezüglich ihrer Beziehungsgeschichte vor dem Pfarrer verantworten. Dieser droht, die Trauung platzen zu lassen. Unterdessen probt Marshall seine Beichte bei Lily, in der er ihr seine Entscheidung, Richter zu werden, erklären will. |           |                                  |                                           |                      |                                       |               |                               |                |
| 191 | 7         | Ohne Fragen zu stellen           | No Questions Asked                        | 28. Okt. 2013        | 30. Apr. 2014                         | Pamela Fryman | Stephen Lloyd                 | 1,20 Mio.      |
| Marshalls Begleiterin Daphne hat zugegeben, Lily per SMS mitgeteilt zu haben, dass Marshall die Stelle als Richter angenommen hat. Glücklicherweise hat Lily die SMS nicht gleich erhalten, sondern ruft Marshall stattdessen an, um sich über ihr Zimmer zu beschweren, in dem es angeblich spukt. Marshall beauftragt gleichzeitig Ted, Barney und Robin, in Lilys Zimmer einzubrechen und die besagte SMS auf ihrem Handy zu löschen. Er muss diese Bitte nicht begründen, weil ihm jeder seiner Freunde ein „no questions asked“ („ohne Fragen zu stellen“) aus früheren Situationen schuldet. Die drei scheitern mit ihren Versuchen, das Handy zu finden, bis schließlich Ted Lily direkt anweist, ohne Rückfragen ihr Handy zu zerstören, da sie ihm ebenfalls ein „no questions asked“ schuldet. Zum Schluss wird aufgedeckt, dass Lily Marshall kein einziges „no questions asked“ schuldet, da sie die Liebe seines Lebens ist, immer Rückfragen stellen darf und er ihr nichts verheimlicht. Folgerichtig erzählt er ihr nun, dass er die Stelle als Richter angenommen hat, woraufhin Lily empört reagiert. |           |                                  |                                           |                      |                                       |               |                               |                |
| 192 | 8         | Der Leuchtturm                   | The Lighthouse                            | 4. Nov. 2013         | 7. Mai 2014                           | Pamela Fryman | Rachel Axler                  | 1,50 Mio.      |
| Der Zwist zwischen Robin und Loretta erfährt eine überraschende Wende, nachdem neue Details über Robins Mutter bekannt werden. Ted nimmt auf Lilys Anraten sein Date Cassie mit auf den nahen Leuchtturm, auf dem er zwei Jahre später der „Mutter“ einen Heiratsantrag machen wird. |           |                                  |                                           |                      |                                       |               |                               |                |
| 193 | 9         | Platonisch                       | Platonish                                 | 11. Nov. 2013        | 14. Mai 2014                          | Pamela Fryman | George Sloan                  | 1,69 Mio.      |
| In einer Rückblende erfährt der Zuschauer, dass Barney „die Mutter“ schon 2012 kennengelernt hat. Sie war es, die ihn dazu brachte, Robin den Heiratsantrag zu machen. |           |                                  |                                           |                      |                                       |               |                               |                |
| 194 | 10        | Wieder vereint                   | Mom and Dad                               | 18. Nov. 2013        | 21. Mai 2014                          | Pamela Fryman | Carter Bays & Craig Thomas    | 1,38 Mio.      |
| Barney versucht seinen Vater Jerome wieder mit seiner Mutter zusammenzubringen. James verfolgt allerdings das gleiche Ziel für seinen Vater. |           |                                  |                                           |                      |                                       |               |                               |                |
| 195 | 11        | Reim dich oder ich fress dich    | Bedtime Stories                           | 25. Nov. 2013        | 28. Mai 2014                          | Pamela Fryman | Carter Bays & Craig Thomas    | 1,28 Mio.      |
| Marshall nimmt mit Sohn Marvin den Bus für das letzte Stück von New York nach Farhampton. Alles, was er sagt, ist in Reimform, da dies (wie er ebenfalls in Reimform erzählt) Marvin beruhigt. Da er Marvins Babybücher im Auto vergessen hat, erzählt er gereimte Geschichten von Ted, Robin und Barney. |           |                                  |                                           |                      |                                       |               |                               |                |
| 196 | 12        | Das Probedinner                  | The Rehearsal Dinner                      | 2. Dez. 2013         | 4. Juni 2014                          | Pamela Fryman | Chuck Tatham                  | 1,29 Mio.      |
| Barney gibt vor zu glauben, dass Robin eine Überraschung für das Probeessen plane. Er lässt sie glauben, er nehme an, dass Robin das Probeessen in einer Laser-Tag-Halle abhalten würde. Robin versucht verzweifelt, ihn vom Gegenteil zu überzeugen. In Wirklichkeit plant Barney jedoch eine Überraschung für Robin. Er lockt sie in eine Laser-Tag-Halle, die sich schließlich als Eissporthalle entpuppt, wo Barney einen kanadischen Abend für Robin organisiert hat. |           |                                  |                                           |                      |                                       |               |                               |                |
| 197 | 13        | Bassist gesucht                  | Bass Player Wanted                        | 16. Dez. 2013        | 11. Juni 2014                         | Pamela Fryman | Carter Bays & Craig Thomas    | 1,22 Mio.      |
| Die Freunde werden auf der Hochzeit mit einem Musiker der Hochzeitsband konfrontiert, der absichtlich Streitigkeiten zwischen ihnen hervorruft. Marshall schafft es endlich zum Farhampton Inn, nachdem er das letzte Stück der Strecke per Anhalter bei Teds zukünftiger Frau mitgefahren ist. |           |                                  |                                           |                      |                                       |               |                               |                |
| 198 | 14        | Klapsgiving 3                    | Slapsgiving #3: Slappointment in Slapmara | 13. Jan. 2014        | 2. Juli 2014                          | Pamela Fryman | Carter Bays & Craig Thomas    | 1,32 Mio.      |
| Eine weitere Ohrfeige steht bevor. Allerdings erzählt Marshall vorher sehr ausführlich, wie er sich für diesen besonders starken Klaps vorbereitet hat, um ihn so schmerzhaft wie von Menschenhand möglich zu vollziehen. Er erzählt Barney, dass er extra ein Jahr in China verbracht habe, um von dortigen Meistern (dargestellt von Robin, Lily und Ted) Schnelligkeit, Stärke und Präzision zu lernen. Nach der Ohrfeige wird Marshalls Ohrfeigen-Lied (bekannt aus der Folge Klapsgiving) von Boyz II Men interpretiert. |           |                                  |                                           |                      |                                       |               |                               |                |
| 199 | 15        | Nichts als die Wahrheit          | Unpause                                   | 20. Jan. 2014        | 9. Juli 2014                          | Pamela Fryman | Chris Harris                  | 1,39 Mio.      |
| Barney ist am Abend vor der Hochzeit so betrunken, dass er nicht mehr lügen kann. Ted und Robin nutzen dies schamlos aus und decken Geheimnisse auf, die Barney seit Jahren im Verborgenen hielt. Zeitgleich versucht Marshall mit allen Mitteln dem Streit mit Lily aus dem Weg zu gehen, weil er die Stelle als Richter in New York angenommen hat ohne Lily zu fragen. Es stellt sich jedoch heraus, dass Lily zunächst viel lieber Sex mit ihrem Ehemann haben möchte. Nachdem Lily schon eingeschlafen ist, tritt Marshall aus Versehen auf ein sprechendes Stofftier, sodass Lily aufwacht und nach kurzem Streit das Hotel verlässt. |           |                                  |                                           |                      |                                       |               |                               |                |
| 200 | 16        | Wie eure Mutter mich traf        | How Your Mother Met Me                    | 27. Jan. 2014        | 16. Juli 2014                         | Pamela Fryman | Carter Bays & Craig Thomas    | 1,24 Mio.      |
| An ihrem 21. Geburtstag, dem Tag der Verlobung von Marshall und Lily, erfährt die Mutter, dass ihr damaliger Freund Max gestorben ist. Zwei Jahre später am Saint Patrick’s Day ermutigt ihre Mitbewohnerin sie, wieder auszugehen. Sie besucht dieselbe Bar wie Barney und Ted, und vergisst dort ihren gelben Regenschirm, welchen Ted anschließend mitnimmt. Im Herbst 2009 beginnt sie ein Wirtschaftsstudium. Sie begegnet Ted, der seinen ersten Tag als Architekturprofessor hat und versehentlich im falschen Hörsaal vorträgt. Sie freundet sich mit ihrer, noch wohnungssuchenden, Kommilitonin Cindy an, und bietet ihr an, bei ihr einzuziehen. Cindy trifft sich wenig später mit Ted. Als Ted deshalb in deren Wohnung ist, vergisst er den gelben Regenschirm. Cindy und Ted machen Schluss, da die Dinge, die Ted in ihrem Zimmer sieht und ihm gefallen, tatsächlich alle der Mutter gehören. Nach einem Auftritt ihrer Band begegnet sie Louis, mit dem sie trotz anfänglicher Zweifel aufgrund des noch nicht überwundenen Verlustes von Max eine Beziehung beginnt. Am Tag vor der Hochzeit von Barney und Robin, macht ihr Louis einen Heiratsantrag, den sie aber ablehnt. Zuvor wird ihr allerdings bei einem „Gespräch“ mit dem verstorbenen Max klar, dass es für sie an der Zeit ist, weiterzuziehen. Sie nimmt sich ein Zimmer im Farhampton Inn und spielt auf ihrem Balkon La vie en rose, was Ted hört. Er will Barney davon erzählen, aber der ist plötzlich verschwunden. |           |                                  |                                           |                      |                                       |               |                               |                |
| 201 | 17        | Geschichten vom Loslassen        | Sunrise                                   | 3. Feb. 2014         | 23. Juli 2014                         | Pamela Fryman | Carter Bays & Craig Thomas    | 1,22 Mio.      |
| Nach der nächtlichen Suche nach dem betrunkenen Barney gesteht Ted Robin, dass er sie immer noch liebt. Dabei stellt sich heraus, dass er in den vergangenen Wochen Kontakt mit vielen seiner Exfreundinnen gehabt hat, um Robins Amulett wiederzubeschaffen. Marshall führt den Streit mit erdachten Versionen von Lily weiter. Währenddessen findet Barney seine potenziellen Nachfolger, denen er zum Abschied das Playbook überlässt, welches er aus dem Gedächtnis auf einen Stapel Servietten geschrieben hat. Lily kehrt zurück zu Marshall und verkündet, dass sie zusammen in New York bleiben werden. |           |                                  |                                           |                      |                                       |               |                               |                |
| 202 | 18        | Das Elixier                      | Rally                                     | 24. Feb. 2014        | 30. Juli 2014                         | Pamela Fryman | Carter Bays & Craig Thomas    | 1,15 Mio.      |
| Die Freunde versuchen den völlig verkaterten Barney rechtzeitig zur Hochzeit wieder auf die Beine zu bringen. Dies stellt sich als schwierig heraus, da Barney selbst zwar ein Rezept für einen wundersam wirkenden Trank kennt, jedoch eine geheime Zutat nicht mitteilen wollte. Die Freunde versuchen Barney so lange wach zu bekommen, dass er die Zutat verraten kann. Es stellt sich heraus, dass es nicht der Trank, sondern Barneys Aufmunterung gewesen ist, die die Freunde jeweils an die Wirkung des Trankes glauben ließ. Barney verpasst also das Fotoshooting seiner eigenen Hochzeit, worüber Robins Vater sehr aufgebracht ist. Marshall, Lily, Robin und Ted schwören, sich niemals mehr so schwer zu betrinken, wie Barney es am Vorabend tat. Allerdings wird im Vorgriff geschildert, dass Marshall, Lily und Robin sowie die Mutter den Schwur brechen. |           |                                  |                                           |                      |                                       |               |                               |                |
| 203 | 19        | Der perfekte Anzug               | Vesuvius                                  | 3. März 2014         | 6. Aug. 2014                          | Pamela Fryman | Barbara Adler                 | 1,14 Mio.      |
| Lily ist verärgert, dass Robin angesichts ihrer bevorstehenden Hochzeit einen kühlen Kopf bewahrt, während Ted und Barney versuchen, den richtigen Anzug für Barney zu finden. Robin, Marshall und Lily schauen sich die Fortsetzung zu The Wedding Bride an, dessen Drehbuch ebenfalls von Stellas Ehemann geschrieben wurde. Lily und Robin geraten in einen Streit, woraufhin Lily sagt, dass sie vorhabe, ihr Brautkleid zur Hochzeit zu tragen. Weder Robin noch Barney scheinen hierüber verärgert, was Lily verwundert. Lily verplappert sich, dass Ted am Tag nach der Hochzeit nach Chicago ziehen wird, jedoch wissen von der Gang bereits alle, dass Ted umziehen wird. Die Gang versöhnt sich und schaut sich gemeinsam den Film an, obwohl alle geschworen haben, sich ihn nie anzusehen, da Ted im Film parodiert wird. Am Ende der Episode taucht überraschend Robins Mutter auf, welche trotz Flugangst von Kanada zu Robins Hochzeit geflogen ist. |           |                                  |                                           |                      |                                       |               |                               |                |
| 204 | 20        | Ein klarer Fall                  | Daisy                                     | 10. März 2014        | 13. Aug. 2014                         | Pamela Fryman | Carter Bays & Craig Thomas    | 1,36 Mio.      |
| Marshall ist verärgert, als er erfährt, dass Lily, als sie bei ihrem Streit das Zimmer verlassen hat, zum Captain gefahren ist. Die Herren fahren daher zum Captain, der ein Haus nahe dem Farhampton Inn hat, um dies zu klären. Währenddessen macht Robin einiges durch, nachdem ihre Mutter ihr erzählt, dass Robins Vater vor seiner Hochzeit wohl sehr ähnlich wie Barney war. Bevor Marshall mit dem Captain einen Schwertkampf anfängt, glaubt Ted herausgefunden zu haben, was Lily beim Captain getan hat: sie raucht immer, wenn Marshall längere Zeit weg ist, und wollte eine letzte Zigarette genießen. Wie sich allerdings herausstellt, ist Lily ein zweites Mal schwanger. In einem Zeitsprung ein Jahr in die Zukunft sieht man die Familie in Rom; das Kind ist ein Mädchen namens Daisy, benannt nach dem Gänseblümchen, in dessen Topf Ted beim Captain den Schwangerschaftstest gefunden hat, den Lily zum Zeitpunkt der Hochzeit von Barney und Robin noch verstecken wollte. |           |                                  |                                           |                      |                                       |               |                               |                |
| 205 | 21        | Gary Blauman                     | Gary Blauman                              | 17. März 2014        | 20. Aug. 2014                         | Pamela Fryman | Kourtney Kang                 | 1,26 Mio.      |
| Während ihres ersten Dates erzählt Ted der Mutter, wie er und seine Freunde auf Barneys und Robins Hochzeit darüber gestritten haben, ob Gary Blauman zur Hochzeit bleiben darf oder nicht. In der letzten Einstellung sieht man den ersten Kuss mit der Mutter. |           |                                  |                                           |                      |                                       |               |                               |                |
| 206 | 22        | Das Gelöbnis                     | The End of the Aisle                      | 24. März 2014        | 27. Aug. 2014                         | Pamela Fryman | Carter Bays & Craig Thomas    | 1,69 Mio.      |
| Nur eine halbe Stunde, bevor es so weit ist, haben sowohl Barney als auch Robin Panikattacken über ihre kommende Hochzeit. Inzwischen schreiben Marshall und Lily ihre alten Hochzeitsgelübde um. Im Zeitraffer wird die komplette Trauung von Robin und Barney gezeigt, die laut Ted legendär war. |           |                                  |                                           |                      |                                       |               |                               |                |
| 207 | 23        | Die Liebe meines Lebens – Teil 1 | Last Forever (1)                          | 31. März 2014        | 27. Aug. 2014                         | Pamela Fryman | Carter Bays & Craig Thomas    | 1,92 Mio.      |
| 208 | 24        | Die Liebe meines Lebens – Teil 2 | Last Forever (2)                          | 31. März 2014        | 27. Aug. 2014                         | Pamela Fryman | Carter Bays & Craig Thomas    | 2,01 Mio.      |
| Es werden die Ereignisse nach Robin und Barneys Hochzeit gezeigt. Robin und Barney geben bekannt, dass sie sich wieder scheiden lassen. Lily ist inzwischen mit dem dritten Kind schwanger. Teds Tochter Penny wird geboren, danach folgt Luke. Ted und Tracy heiraten nach der Geburt von Luke. Barney erzählt während eines Kampfes „Roboter gegen Wrestler“, dass sein Projekt, den perfekten Monat zu meistern, Konsequenzen hat. Date Nr. 31 ist schwanger und er ist der Vater. Neun Monate später hält er seine Tochter im Arm und nennt sie „Die Liebe meines Lebens“. Weiterhin wird erzählt, wie Ted und Tracy leben, wie Tracy dann ernsthaft erkrankt und im Jahre 2024 verstirbt. Nach einer Szene, wo gezeigt wird, wie sie das erste Mal miteinander reden, springt die Folge wieder in die Gegenwart, wo Ted als älterer Herr gezeigt wird und er sagt: „And that kids, is how I met your mother“ (Und so, Kinder, habe ich eure Mutter kennengelernt). Seine Tochter und sein Sohn fallen aber nicht darauf herein und erraten, dass er die Geschichte nur erzählt, um sie darauf vorzubereiten, dass er sich wieder mit Robin treffen möchte. Zum Schluss geht Ted im Anzug zu Robins Wohnung, die wieder fünf Hunde hat. Er hält ein blaues Horn in die Luft, sie lächelt. |           |                                  |                                           |                      |                                       |               |                               |                |